# Peugeot 608
A Peugeot 608 a Peugeot 607 tervezett utódja. Egyelőre nincsenek róla pontos adatok, gyártásának kezdete, leendő műszaki paraméterei ismeretlenek.

## 2008-as terv
A 607 sikertelen modellnek számított, a márka már 2008-ban tervezte a leváltását egy olyan nagy limuzinnal, amely minőségben eléri az Audi és a BMW hasonló méretű autóinak szintjét. A 607 leváltása azért is volt esedékes, mert a vásárlók számára sem megjelenésében, sem motorválasztékában nem jelentett komoly alternatívát a szegmensében. A meg nem valósult autót Jérôme Gallix tervezte, aki nemrég lett a Peugeot vezető formatervezője. Az orr kialakítása a 207 és 308 modelleket idézte. Gallix kinevezésekor megígérte, hogy ki fog találni a Peugeot-modellek számára egy olyan egyedi formát, amelyről azonnal felismerhető a márka, viszont nem kívánja utánozni a prémiummárkák formavilágát, és megtartja az arculat néhány korábbi jellegzetességét.
Dizájnját, stílusvilágát a 2006-ban Párizsban bemutatott 908 RC tanulmánytól kölcsönözte. A 607-nél nagyobb, de 5 méternél kisebb lett volna. 2008 őszén tervezték bemutatni a Párizsi Autókiállításon.
A terv alváza a Citroën valamelyik nagyautójától, a C5-től vagy a C6-tól származott volna, esetleg a 407 alapjaira épült volna. Háromféle dízelmotorral tervezték piacra dobni, két négyhengeres turbódízellel (2,0 és 2,2 liter 170 lóerővel), és a drágább változatok számára egy hathengeres, 207 lóerős 2,7 literessel. Még nyolchengeres motor is elképzelhető volt. A tervben egy 1,8 és egy 2,0 literes benzinmotor is szerepelt. Annak ellenére nem valósult meg a tanulmány, hogy már a leendő árakról is létezett információ.

## 2017-es terv
2017 előtt ismét születtek hírek egy új csúcsmodellről a Citroën DS6 tervezett megjelenésével párhuzamosan. 2014-ben három év múlva kívánták piacra dobni, azaz 2017-ben. Legerősebb benzinmotorja 240, legerősebb dízelmotorja 200 lóerős lett volna.